# Lago Karačaj
Il lago Karačaj (in russo: Карачай), spesso scritto anche Karachay o Karachai, è stato un piccolo lago russo situato sul lato orientale dei monti Urali meridionali. A partire dal 1951, l'Unione Sovietica ha usato il lago come discarica per rifiuti radioattivi provenienti da Majak, il vicino centro di stoccaggio dei rifiuti nucleari e degli impianti di ritrattamento situato nella vicina città di Ozërsk (all'epoca chiamata Čeljabinsk 40).

## Stato attuale
Secondo una relazione del Worldwatch Institute di Washington sui rifiuti nucleari, il Karačaj è il punto più inquinato della Terra. Il lago ha accumulato 4.44 exabecquerel (EBq) su meno di 1 miglio quadrato di acqua inclusi 3,6 EBq di cesio-137 e 0,74 EBq di stronzio-90. A paragone, il disastro di Černobyl', ha rilasciato tra i 4 e i 12 EBq di radioattività per migliaia di chilometri quadrati. Si stima che il sedimento del fondo del lago sia composto quasi interamente di un alto livello di deposito di rifiuti radioattivi ad una profondità di appena 3,35 metri. Il livello di radiazione nella regione vicino a cui il flusso radioattivo viene scaricato nel lago era di 600 röntgen all'ora (circa 6Sv/h), nel 1990 secondo il Natural Resources Defense Council di Washington DC, è sufficiente ad uccidere un uomo nel giro di mezz'ora.

## Storia
Costruito in assoluta segretezza e in tutta fretta tra il 1945 e il 1958, l'impianto Majak è stato il primo reattore per la creazione di plutonio per il progetto atomico sovietico. In accordo con la procedura stalinista e con la supervisione del capo dell'NKVD Lavrentij Pavlovič Berija, fu data la massima priorità, senza badare a spese, alla produzione di materiale idoneo alla preparazione di armi nucleari (plutonio, uranio e altri materiali fissili) tali da eguagliare la superiorità nucleare degli Stati Uniti in seguito ai bombardamenti atomici di Hiroshima e Nagasaki. Non fu prestata quasi nessuna attenzione alla sicurezza dei lavoratori o ad uno smaltimento responsabile dei rifiuti e tutti i reattori furono ottimizzati per la produzione di plutonio, producendo diverse tonnellate di materiali contaminati e utilizzando sistemi per il raffreddamento a ciclo aperto molto semplici che contaminarono direttamente ogni litro delle migliaia di litri dell'acqua di raffreddamento che i reattori usavano ogni giorno.
Il lago Kyzyltaš era il lago naturale più grande per il raffreddamento dell'acqua per il reattore; ma fu rapidamente contaminato dal sistema a ciclo aperto. Il lago Karačaj era situato molto più vicino, ma troppo piccolo per provvedere al raffreddamento dell'acqua, perciò venne trasformato in una discarica molto conveniente per la massiccia produzione di rifiuti altamente radioattivi che erano troppo "caldi" per essere depositati in cisterne di stoccaggio sotterraneo della struttura. Il progetto, in origine prevedeva di utilizzare il lago come deposito per il materiale energetico finché non sarebbe potuto ritornare nelle cisterne di cemento della struttura di Mayak, ma ciò risultò impossibile a causa del livello altamente letale di radioattività. Il lago fu usato per questo scopo fino al disastro di Kyštym nel 1957, in cui le cisterne sotterranee esplosero a causa di un difetto nel sistema di raffreddamento e contaminarono irrimediabilmente l'intera area di Majak (nonché una grande porzione del territorio a nord-est). Ciò ha portato ad una maggiore cautela da parte delle amministrazioni, per paura di attirare l'attenzione internazionale e ha causato il riversamento del contenuto della discarica in un raggio molto ampio (inclusi molti laghi, il fiume Techa e molti centri abitati circostanti).
A partire dal 1960 il lago ha cominciato a prosciugarsi. La sua area è diminuita da 0,50 km² nel 1951 a 0,15 km² alla fine del 1993. Nel 1968, in seguito ad una siccità nella regione, il vento ha spostato 185 petabecquerel (PBq) di polveri radioattive dall'area colpita da siccità, irradiando mezzo milione di persone.
Tra il 1978 e il 1986, il lago è stato riempito con circa 10.000 blocchi di cemento forato per impedire che i sedimenti si spostassero.